# 博茲亞澤

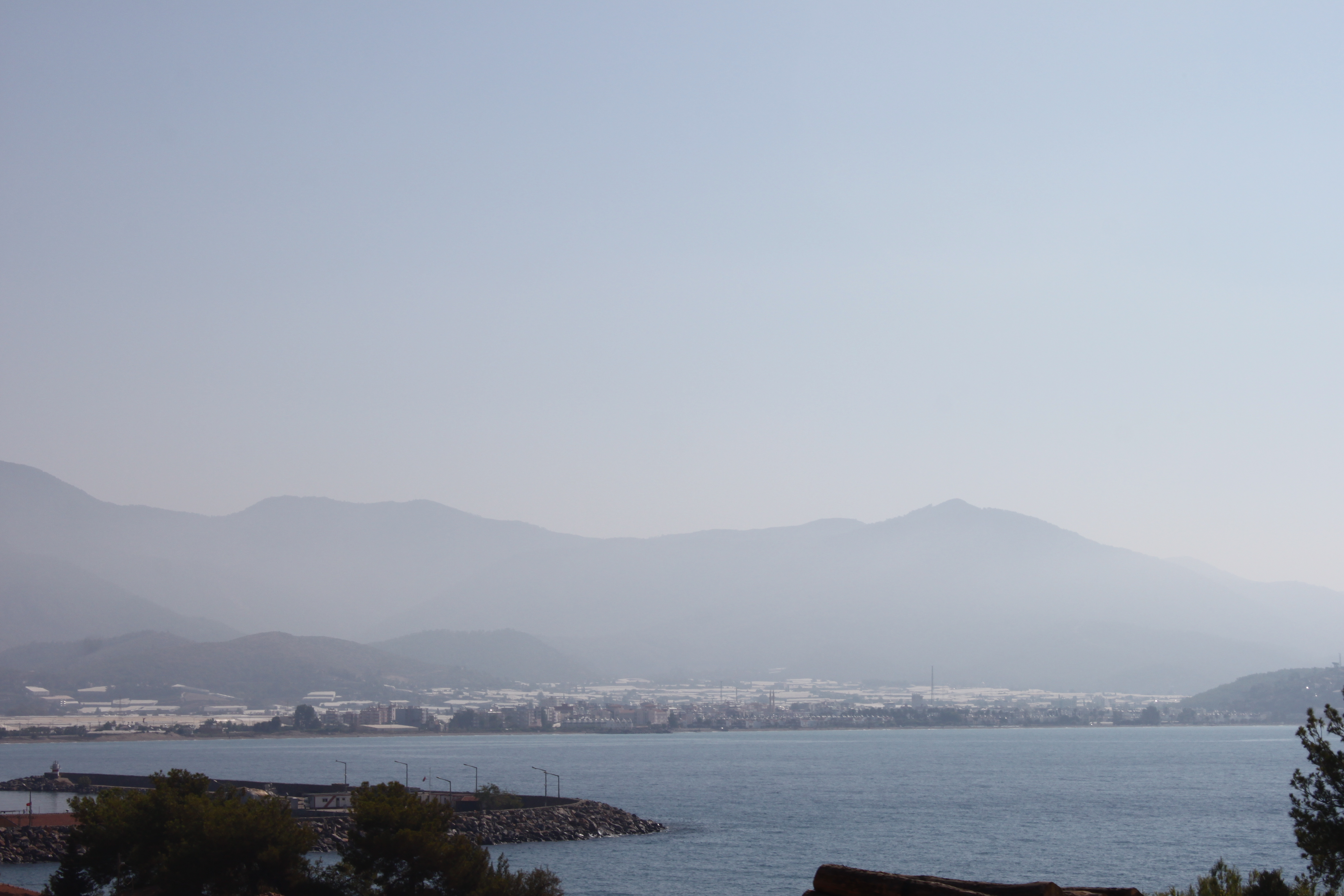
博茲亞澤

博茲亞澤是土耳其的城鎮，位於該國南部地中海沿岸，距離首府梅爾辛220公里，由梅爾辛省負責管轄，面積566平方公里，海拔高度7米，2010年人口15,881。

## 外部連結
- District governor's official website（页面存档备份，存于） （土耳其文）
- District municipality's official website（页面存档备份，存于） （土耳其文）
- Bozyazı
- Mersin University[永久]
- People Of Bozyazı（页面存档备份，存于）